# L'Amour en musique
Pour plus de détails, voir Fiche technique et Distribution.
L'Amour en musique (Wenn die Conny mit dem Peter) est un film allemand réalisé par Fritz Umgelter, sorti en 1958.

## Synopsis
Werneck, le directeur général, fondateur de l'institution qui porte son nom à Kleines Wiesental, reçoit une lettre de Mlle Säuberlich, une professeur, dans laquelle elle dénonce des choses intolérables pour une école. Les élèves ne suivent pas les cours, préférant jouer du jazz et le concierge est souvent ivre. Werneck décide d'en juger par lui-même et de se faire passer pendant deux semaines pour Max Weber, le nouveau concierge. Ce sera bientôt la fin de l'année scolaire et le grand festival musical.
M. Schumann, le strict professeur de latin, doit gérer les absences et les tricheries, notamment de Peter qui n'a jamais eu plus de 4. En sport et en anglais, les élèves sont investis car Schmidt, le prof de sport, passe de la musique et celui d'anglais, M. Fellner, plaît aux filles, notamment à Conny, qui est secrètement amoureuse de lui et qui vient de se séparer de Peter avec qui elle est restée bonne amie. Lorsque Peter doit quitter l'école pour aider sa mère malade, elle fond en larmes.
Les musiciens décident de faire un concert pour récolter des fonds afin d'aider Peter. Ils ont le soutien du nouveau gardien qu'ils appellent "oncle Max". Bien qu'il soit censé maintenir la discipline, Werneck les laisse faire. Seul Schmidt est aussi au courant de ce concert. Lorsque le groupe joue durant un mariage, l'austère Mlle Säuberlich apparaît. Le lendemain, les répétitions sont annulés, le concert n'aura pas lieu. Schmidt et Fellner, qui avaient la sympathie des élèves, sont rejetés. La salut vient de la précoce Vera qui veut quitter l'école et prend toute la faute sur elle. Par ailleurs, Werneck écrit à son secrétaire de maintenir absolument le concert.
Les répétitions reprennent. Werneck donne secrètement de l'argent à Peter pour financer l'opération de sa mère. Par ailleurs, Peter ne peut obtenir une bourse pour ses études à cause de ses mauvaises notes en latin et parce que les élèves doivent avoir une moyenne générale très élevée. Werneck reconnaît que cette règle composée par son secrétaire zélé est difficilement accessible. Au cours du concert, Werneck révèle sa véritable identité et promet une bourse pour Peter s'il s'investit davantage dans sa scolarité. Conny avoue son amour à Peter.

## Fiche technique
- Titre français : L'Amour en musique[1]
- Titre original allemand : Wenn die Conny mit dem Peter (litt. « Quand la Conny avec le Peter »)
- Réalisation : Fritz Umgelter assisté de Franz Barrenstein
- Scénario : Aldo von Pinelli (de), Joachim Wedekind
- Musique : Werner Scharfenberger
- Costumes : Eva Maria Schroder
- Photographie : Werner M. Lenz (de)
- Son : Hermann Dankert
- Montage : Walter von Bonhorst (de)
- Production : Aldo von Pinelli
- Sociétés de production : Melodie Film
- Société de distribution : Constantin Film
- Pays de production :  Allemagne de l'Ouest
- Langue : allemand
- Format : Noir et blanc - 1,37:1 - Mono - 35 mm
- Genre : Film musical
- Durée : 106 minutes
- Dates de sortie :
  - Allemagne de l'Ouest : 18 décembre 1958.
  - France : 1960 à Sarreguemines[1].

## Distribution
- Cornelia Froboess: Conny
- Peter Kraus: Peter
- Rudolf Vogel : Werneck/Max Weber
- Loni Heuser: Mlle Säuberlich
- Ernst Stankovski (de): Fellner, le professeur d'anglais
- Heinz Weiss: Schmidt, le prof de gymnastique.
- Thomas Fabian: Schumann, le professeur de latin
- Gerd Vespermann (de): Rechli, le secrétaire
- Peter Vogel (de): Harry Specht
- Polly Geerts: Vera
- Gaby Prasser: Margit
- Rex Gildo: Gerd Weidner
- Rudolf Rhomberg (de): Alois Specht
- Rolf Pinegger: Roland
- Ralf Wolter: Haberstock, le concierge.
- Hans Epskamp (de): Professeur Sommer
- Willi Rose (de): L'inspecteur de police

## Source de traduction
- (de) Cet article est partiellement ou en totalité issu de l’article de Wikipédia en allemand intitulé « Wenn die Conny mit dem Peter » (voir la liste des auteurs).